# ناحیه عین فکرون
ناحیه عین فکرون (به عربی: دائرة عین فکرون) یک ناحیه در الجزایر است که در استان ام‌البواقی واقع شده‌است.